# Djurdja Flerè
Djurdja Flerè, slovenska dramaturginja, prevajalka in režiserka, * 14. april 1921, Ptuj, † 24. maj 1992, Ljubljana.
Leta 1945 je diplomirala iz romanistike na Filozofski fakulteti v Ljubljani, se nato v letih 1945 - 1948 izpopolnjevala na Sorboni in v igralski šoli Cours Simon v Parizu ter 1952 diplomirala iz režije na Akademiji za gledališče, radio, film in televizijo v Ljubljani. V letih 1949 - 1955 je bila režiserka v Celju in Kranju, nato do 1967 dramaturginja pri Viba filmu. Od tedaj do 1980 je bila urednica in dramaturginja na Radiu Ljubljana. Za gledališče, radio in televizijo je priredila vrsto knjižnih del, zlasti iz francoščine. Leta 1984 jo je francoska vlada odlikovala z redom viteza umetnosti in književnosti.. Za prevajalsko delo je leta 1990 prejela Sovretovo nagrado.